# Ligne Kitakami
La ligne Kitakami (北上線, Kitakami-sen) est une ligne ferroviaire exploitée par la East Japan Railway Company (JR East), dans les préfectures d'Iwate et Akita au Japon. Elle relie la gare de Kitakami à celle de Yokote.

## Histoire
La ligne a été ouverte par étapes entre 1920 et 1924.
Les gares de Hiraishi et de Yabitsu sont fermées en mars 2022.

## Caractéristiques

### Ligne
- Longueur : 61,6 km
- Écartement : 1 067 mm

### Tracé
|  |

### Liste des gares

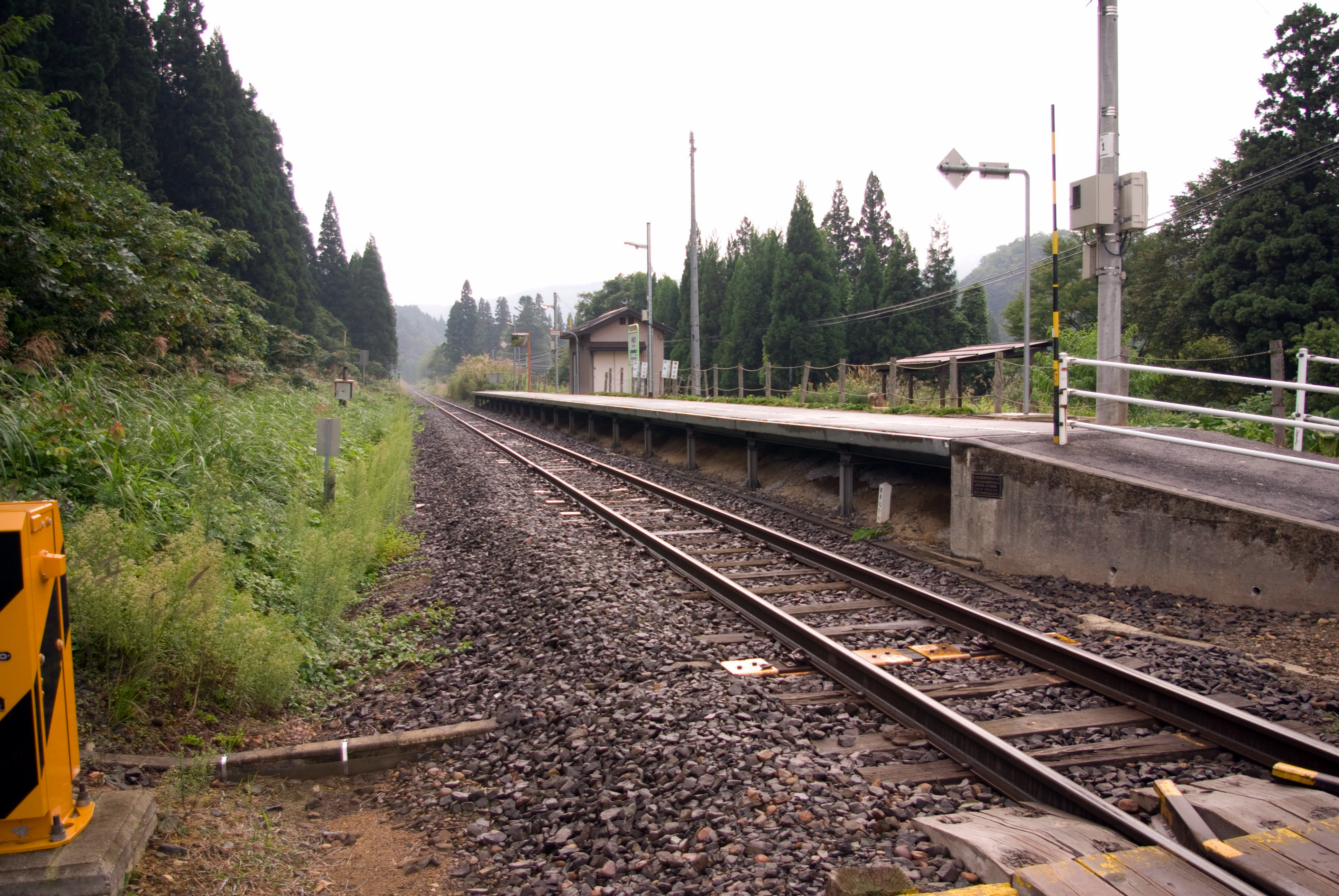
La ligne à Komatsukawa

| Gare          | Nom japonais | Distance depuis Kitakami (km) | Correspondances                     | Localisation | Localisation       |
| ------------- | ------------ | ----------------------------- | ----------------------------------- | ------------ | ------------------ |
| Kitakami      | 北上         | 0                             | JR East : Tōhoku Shinkansen, Tōhoku | Kitakami     | Préfecture d'Iwate |
| Yanagihara    | 柳原         | 2,1                           |                                     | Kitakami     | Préfecture d'Iwate |
| Ezuriko       | 江釣子       | 5,2                           |                                     | Kitakami     | Préfecture d'Iwate |
| Fujine        | 藤根         | 8,4                           |                                     | Kitakami     | Préfecture d'Iwate |
| Tatekawame    | 立川目       | 12,1                          |                                     | Kitakami     | Préfecture d'Iwate |
| Yokokawame    | 横川目       | 14,3                          |                                     | Kitakami     | Préfecture d'Iwate |
| Iwasawa       | 岩沢         | 18,1                          |                                     | Kitakami     | Préfecture d'Iwate |
| Waka-Sennin   | 和賀仙人     | 20,3                          |                                     | Kitakami     | Préfecture d'Iwate |
| Yudakinshūko  | ゆだ錦秋湖   | 28,8                          |                                     | Nishiwaga    | Préfecture d'Iwate |
| Hottoyuda     | ほっとゆだ   | 35,2                          |                                     | Nishiwaga    | Préfecture d'Iwate |
| Yudakōgen     | ゆだ高原     | 39,1                          |                                     | Nishiwaga    | Préfecture d'Iwate |
| Kurosawa (ja) | 黒沢         | 44,3                          |                                     | Yokote       | Préfecture d'Akita |
| Komatsukawa   | 小松川       | 49,6                          |                                     | Yokote       | Préfecture d'Akita |
| Ainono        | 相野々       | 53,4                          |                                     | Yokote       | Préfecture d'Akita |
| Yokote        | 横手         | 61,1                          | JR East : Ōu                        | Yokote       | Préfecture d'Akita |

## Matériel roulant
La ligne est parcourue par des autorails série KiHa 100.